# Changge
Changge is een stad in de provincie Henan in China. Changge is gelegen in de prefectuur Xuchang en telt ongeveer 690.000 inwoners.